# Вулиця Героїв Маріуполя (Львів)
Ву́лиця Героїв Маріуполя — вулиця у Личаківському районі міста Львова, в місцевості Личаків, що починається між будинками № 161 та № 163 на вулиці Личаківській та закінчується глухим кутом.

## Історія та назва
Вулиця виникла наприкінці XIX століття й від 1913 року мала назву Войтовська, на згадку про війтів Личакова. Під час німецької окупації у 1943—1944 роках — Грінченкаґассе названа так на пошану українського письменника Бориса Грінченка. У липні 1944 — 1946 роках повернена передвоєнна назва вулиці — Войтовська, а у 1946 році перейменована на вулицю Маріупольську, на честь українського міста Маріуполя. Коли ж місто Маріуполь перейменували на Жданов, міська влада не поспішала перейменовувати цю вулицю на честь секретаря ВКП (б) Андрія Жданова і лише 1977 року на Левандівці з'явилася вулиця Жданова (нинішня вулиця Гніздовського. Натомість 1966 року Маріупольську перейменували на вулицю Козланюка, на честь українського радянського письменника, Почесного громадянина Львова Петра Козланюка.
Вулиця Козланюка входила до переліку з 53-х вулиць Львівської МТГ, які під час процесу дерусифікації топоніміки було перейменовано. В онлайн-голосуванні, яке тривало з 8 по 21 червня 2022 року на сайті Львівської міської ради найбільшу кількість голосів одержав варіант Героїв Маріуполя, на пошану військовослужбовців ЗСУ, бійців Національної гвардії України, Національної поліції України, які боронили Маріуполь під час російського вторгнення в Україну у 2022 році. 30 червня 2022 року депутати Львівської міської ради підтримали пропозицію щодо перейменування вулиці Козланюка на вулицю Героїв Маріуполя.

## Забудова
Вулиця Героїв Маріуполя забудована однотипними дво- та триповерховими житловими будинками у стилі польського функціоналізму другої половини 1930-х років. Від 1950-х років у триповерховому будинку під № 17 містився Львівський художньо-виробничий комбінат Львівської обласної організації Національної спілки художників України. Будівля демонтована у 2019 році. На її місці у 2019—2021 роках збудовано житловий комплекс «Глобус Преміум», що складається з одного семиповерхового житлового будинку. Новобудова щільно прилягає до сусідніх житлових будинків під № 11б та № 23, а його відстань до будинків на паралельній вулиці Мучній становить 20 метрів. ЖК введений в експлуатацію у 2-му кварталі 2021 року. Пам'ятки архітектури місцевого та національного значення на вулиці Героїв Маріуполя відсутні.
Біля будинку під № 1 ще за радянських часів був облаштований дитячий майданчик. До наших днів залишилися стара залізна гірка-ракета та рештки бетонних плит з металевими штирями, які стирчали із землі. У 2021 році, в межах Громадського бюджету Львова і за сприяння небайдужих мешканців, на місці старого занедбаного дитячого майданчику облаштували дитячий спортивний простір з вуличними тренажерами, столом для тенісу, різними гойдалками, лазанками, балансирами, гірками та стіною для скелелазіння. Уся територія облаштована, тут проклали нові доріжки, встановили зручні вуличні меблі. Усі елементи виконані з природних матеріалів.